# Bankhaus Ludwig Sperrer
Die Bankhaus Ludwig Sperrer KG ist eine deutsche Privatbank mit Sitz in Freising, die das Universalbankgeschäft betreibt. Der Inhaber Christian Sperrer ist einer der wenigen verbliebenen deutschen Privatbankiers. Der Sitz der Bank ist am Marienplatz und sie betreibt je eine Filiale in den Stadtteilen Neustift und Lerchenfeld sowie eine in der Nachbarstadt Moosburg an der Isar. Die Bank ist Mitglied im Cashpool.

## Geschichte
Die Bank wurde am 1. Juli 1913 von Ludwig Sperrer gegründet. Dieser übernahm im Alter von 25 Jahren die Freisinger Zweigstelle der Münchner Bank A. M. & J. Heilbronner, die er zuvor drei Jahre geleitet hatte.
1917 wurde Ludwig Sperrer zum Kriegsdienst einberufen. Deswegen verkaufte er seine Bank an die Bayerische Handelsbank (2001 aufgegangen in der Hypo Real Estate), blieb aber selbst Geschäftsführer. Nach dem Ersten Weltkrieg kaufte er das Unternehmen zurück. Ab 1922 hatte die Bank ihren Sitz in der Mittleren Hauptstraße 8 (heute Oberen Hauptstraße 11).
1921 gründete sein Bruder Kaspar in Moosburg ebenfalls eine Bank. Nach dessen Tod 1930 wurde diese in Zusammenarbeit mit dessen Witwe Elisabeth in Form einer offenen Handelsgesellschaft in die Freisinger Sperrerbank eingegliedert. 1992 wurden die beiden Unternehmen letztendlich zu einem verschmolzen.
Nach dem Tod seines Vaters 1961 übernahm Hans Sperrer die Bank. 1972 bezog die Bank ein neues Gebäude am Marienplatz, das sie weiterhin nutzt.
Seit 1997 existiert die Tochterfirma Efdis die ein Kernbankensystem und eine Online-Banking-Software entwickelt, vertreibt und für die Kunden betreibt. Die Bank wird in dritter Generation von Christian Sperrer geführt.